# Ciclismo ai XIV Giochi dei piccoli stati d'Europa
Le gare di ciclismo ai XIV Giochi dei piccoli stati d'Europa si svolgono dal 31 maggio al 3 giugno 2011.
Rispetto ai XIII Giochi dei piccoli stati d'Europa sono state introdotte le prove su strada.

## Calendario
| Strada | Uomini |   | in linea |   | crono |     |   | 2 |
| Strada | Donne  |   | in linea |   |       |     |   | 1 |
| MTB    | Uomini |   |          |   |       | MTB |   | 1 |
| MTB    | Donne  |   |          |   |       | MTB |   | 1 |
| Totale | Totale | 0 | 2        | 0 | 1     | 2   | 0 | 5 |

## Medagliere
| #      | Nazione       | Oro | Argento | Bronzo | Totale |
| ------ | ------------- | --- | ------- | ------ | ------ |
| 1      | Lussemburgo   | 3   | 0       | 4      | 7      |
| 2      | Cipro         | 1   | 1       | 1      | 3      |
| 3      | San Marino    | 1   | 1       | 0      | 2      |
| 4      | Liechtenstein | 0   | 2       | 0      | 2      |
| 5      | Monaco        | 0   | 1       | 0      | 1      |
| Totale | Totale        | 5   | 5       | 5      | 15     |

## Sommario degli eventi

### Uomini
| Evento                        | Oro            | Tempo    | Argento             | Tempo   | Bronzo         | Tempo   |
| Ciclismo su strada            |                |          |                     |         |                |         |
| Corsa in linea (dettagli)     | Bob Jungels    | 2h36′26″ | Stefan Küng         | a 2′09" | Pit Schlechter | s.t.    |
| Corsa a cronometro (dettagli) | Bob Jungels    | 30'17"   | Stefan Küng         | a 1'12" | Tom Thill      | a 1'15" |
| Mountain bike                 |                |          |                     |         |                |         |
| Cross country (dettagli)      | Vasilis Adamou | 1h19'19" | Marios Athanasiadis | a 2'17" | Gusty Bausch   | a 2'51" |

### Donne
| Evento                    | Oro               | Tempo    | Argento          | Tempo   | Bronzo              | Tempo   |
| Ciclismo su strada        |                   |          |                  |         |                     |         |
| Corsa in linea (dettagli) | Christine Majerus | 1h53′56″ | Daniela Veronesi | s.t.    | Nathalie Lamborelle | s.t.    |
| Mountain bike             |                   |          |                  |         |                     |         |
| Cross country (dettagli)  | Daniela Veronesi  | 1h16'09" | Margot Moschetti | a 5'45" | Antri Christoforou  | a 6'54" |